# François Boulangé
François Boulangé (Elst, 18 december 1953 – Haarlem, 11 september 2021) was een Nederlands presentator, regisseur, eindredacteur, producent, componist en ondernemer. Bij het grote publiek was hij vooral bekend als presentator van het spelprogramma Lingo, dat hij naast zijn andere werkzaamheden jarenlang presenteerde.

## Biografie
Boulangé werd geboren in Elst, maar groeide voornamelijk op in Enkhuizen en Amstelveen. Nadat hij zijn gymnasium B had afgerond, studeerde hij Nederlands aan de Universiteit van Amsterdam met als bijvak communicatiewetenschappen. Boulangé gaf als leraar een jaar lang Nederlands op een middelbare school. Ook was hij freelance leraar bridge.
In de nacht van 10 op 11 september 2021 overleed Boulangé thuis in Haarlem na een kortstondig ziekbed aan de gevolgen van kanker.

## Werkzaamheden
In 1988 ging Boulangé aan de slag in de televisiewereld. Hij bedacht de spelletjes voor het tv-programma Triviant van de TROS (1988-2002). Later werd hij regisseur van de programma's Boggle (1989-1996) en De Connaisseur (1991-1995). Boulangé was eindredacteur van het spelprogramma Lingo vanaf de start in 1989. Een vervanger vinden voor presentator Robert ten Brink bleek aanvankelijk lastig, totdat eindredacteur Boulangé een screentest deed. Het bleek een meesterzet en hij werd in 1992 de presentator van het programma. Hij was bekend om zijn kenmerkende bretels en variatie in taalgebruik. Boulangé presenteerde Lingo totdat het programma in 2000 van de VARA naar de TROS ging. In de zomer van 2007 zat Boulangé in de jury van de Lingo Bingo Show, een variant van Lingo bij de TROS. Hij was daarna in 2009 nog te zien in Het Sinterklaasjournaal: De Meezing Moevie als Bakker Boulanger. 
Sinds 1988 was hij directeur van zijn eigen bedrijf Boldface Produkties, dat televisieprogramma's maakte. Sinds 2007 had hij samen met enkele partners een videoproductiebedrijf dat gericht was op internet.

## Trivia
- Een hardnekkig misverstand is dat François Boulangé niet de echte naam van Boulangé zou zijn, maar een artiestennaam van bijvoorbeeld 'Frans Bakker'.
- Toen in 2014 bekend was gemaakt dat Lingo dat jaar van de buis zou gaan, zei Boulangé het programma zoals het was geworden, niet te zullen missen. Er zou te veel in 'geluld' worden en aan commercie gedaan worden.[6]
- In de zomer van 2016 deed Boulangé mee met het televisieprogramma De Slimste Mens. Hij werd uiteindelijk 4e in de eindrangschikking.